# Partiaga (département)

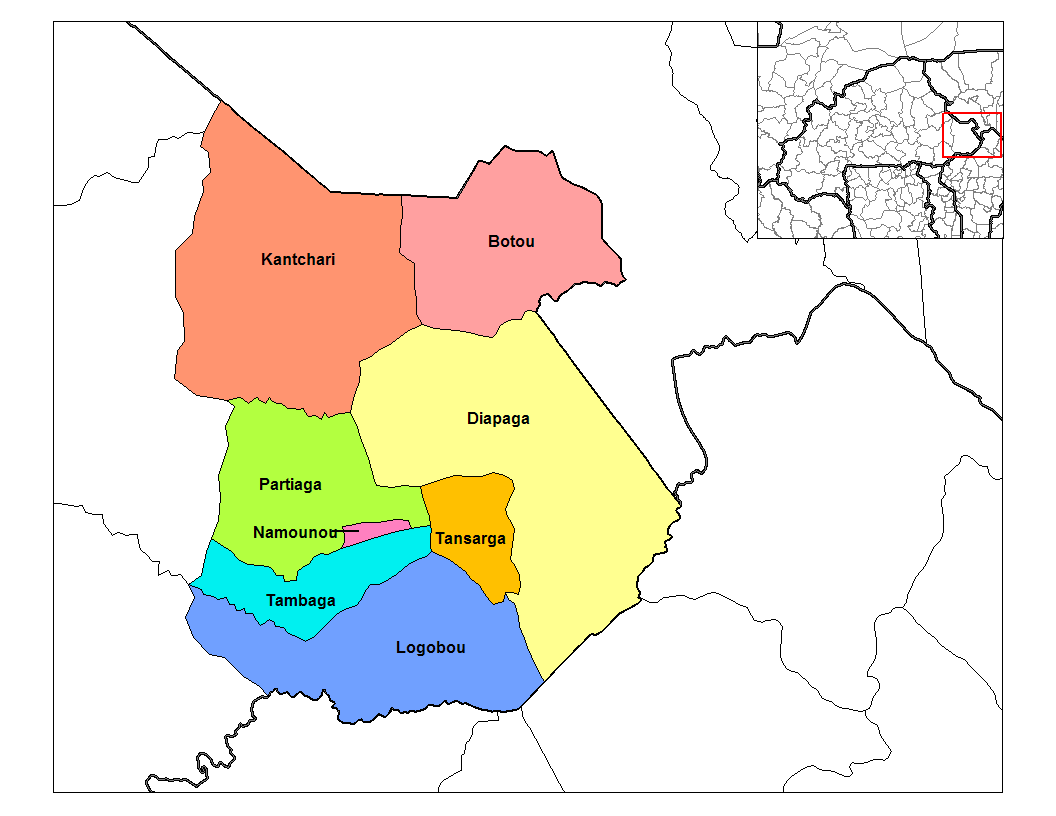
Localisation de la province de Tapoa

Partiaga est un département du Burkina Faso située dans la province de la Tapoa et dans la région de l'Est.
En 2006, le dernier recensement comptabilise 50 303 habitants

## Villes
Le département se compose d'un chef-lieu:
- Partiaga

et de 18 villages:
| - Bambambou - Bomonti - Dahangou - Doubtchari - Fatouti - Gangalinti | - Kalbouli - Kankandi - Kodjini - Kouakouli - Lopadi - Mardaga | - Nadiabonli - Niamanga - Popomou - Samtangou - Sébouga - Tatiangou |